# Twinkie defense

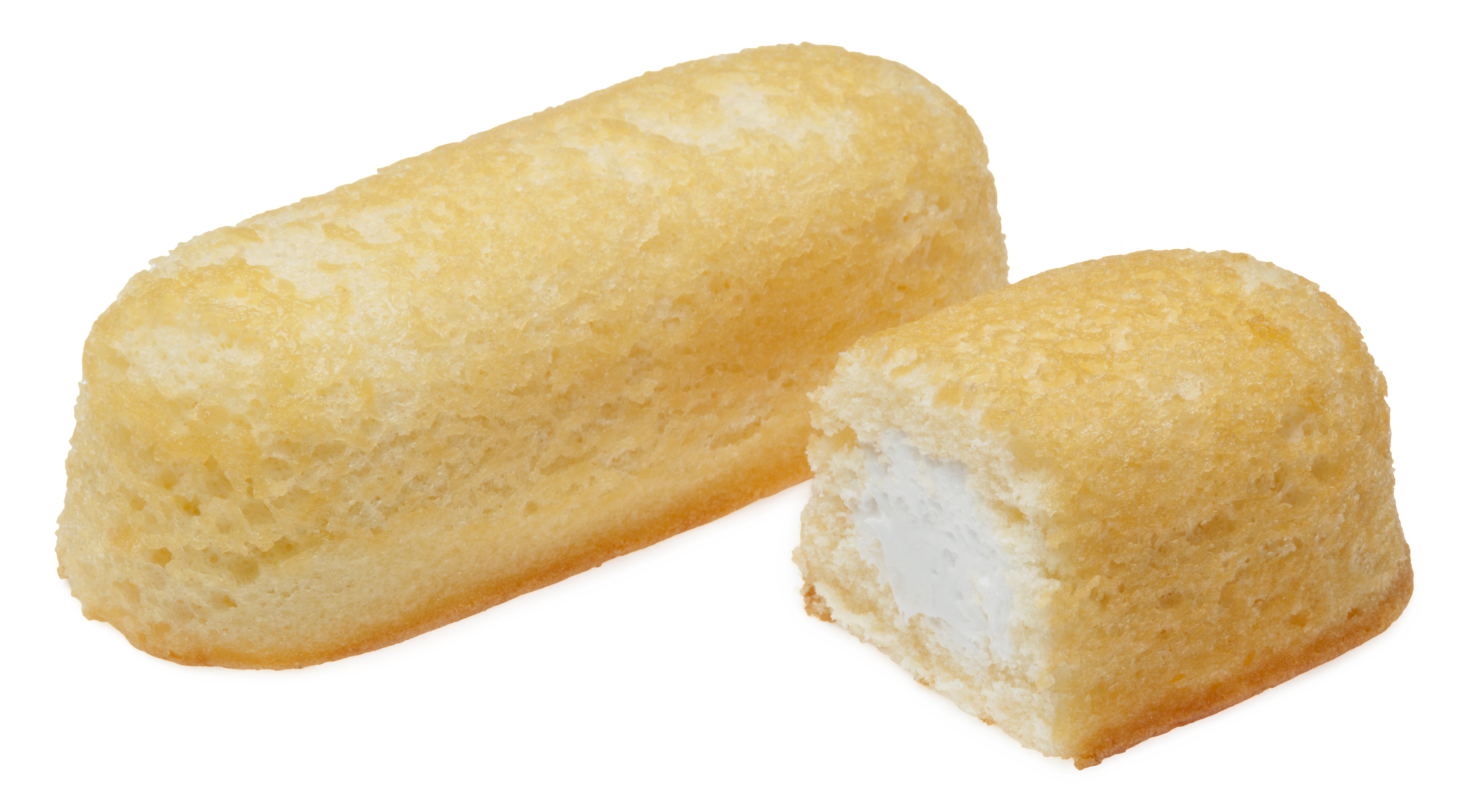
Un Twinkie

Per Twinkie defense (lett. "difesa Twinkie") si intende, nel diritto, una difesa legale improbabile. Il termine venne coniato dalla stampa americana che si occupò del duplice omicidio di Harvey Milk e George Moscone, avvenuto il 27 novembre 1978 a opera di Dan White. Nel corso del processo che seguì tale evento, la difesa, per giustificare la non imputabilità di White, fece leva sulla sua presunta semi-infermità. Benché i difensori di White avessero asserito che egli consumasse del cibo spazzatura, tra cui le merendine Twinkie, come diretta conseguenza del suo malessere, i giornali dell'epoca divulgarono la notizia secondo la quale chi prendeva le parti di White durante il processo avrebbe giustificato i suoi crimini in quanto i suddetti alimenti avrebbero peggiorato le sue condizioni mentali, spingendolo a uccidere Milk e Moscone.

## Storia

### Antefatti
Ebreo di origini lituane, Harvey Milk aveva cambiato residenza più volte e svolto diverse mansioni prima di diventare il portavoce della comunità LGBT di San Francisco, che era radicata nel quartiere di Castro, durante la prima metà degli anni settanta. Dopo essersi candidato tre volte senza successo a cariche elettive, Milk divenne membro del San Francisco Board of Supervisors il gennaio del 1978, diventando così uno dei primi al mondo dichiaratamente gay a ricoprire degli incarichi pubblici. Nel corso della sua carriera, Milk strinse un profondo legame di amicizia con il sindaco della città George Moscone, tentò di rendere gratuiti i trasporti pubblici, di istituire un consiglio mirato a controllare le azioni della polizia e si oppose alla 1978 California Proposition 6, proposta da John Briggs per impedire a uomini e donne omosessuali di lavorare nelle scuole.
Dan White, un veterano della guerra del Vietnam, ex agente di polizia e pompiere di San Francisco entrato a far parte del consiglio comunale di San Francisco, percepiva l'elezione di Milk e la crescente tolleranza nei confronti degli omosessuali una minaccia ai valori conservatori. Dopo essersi dimesso il 10 novembre del 1978 dalla sua posizione per protesta, in quanto sosteneva che il suo stipendio non fosse sufficiente a mantenere la famiglia, chiese di venire riammesso quattro giorni più tardi. Quando White scoprì che ciò non era possibile (la sua posizione era infatti stata occupata dal più liberale Don Horanzy), si presentò armato di pistola presso il municipio di San Francisco e sparò a Milk e Moscone per poi venire arrestato.

### Il processo
Nel corso del processo che seguì, White venne difeso da alcuni psichiatri che fecero molta leva sulla sue presunte semi-infermità e depressione. Lo psichiatra forense Martin Blinder dichiarò che, a causa del suo malessere, White avesse smesso di lavorare, tendeva a evitare la moglie, non curava più il suo aspetto, avrebbe cessato di seguire uno stile di vita sano e iniziato a consumare alimenti zuccherati come le merendine Twinkie e la Coca-Cola. Secondo un altro psichiatra di nome George Solomon, durante gli omicidi White era "esploso" e avrebbe «attivato il pilota automatico». Sebbene i Twinkie, che danno il nome alla Twinkie defense, avessero un'importanza minima ai fini della difesa dell'omicida, la stampa diffuse la notizia secondo la quale i sostenitori legali di White avrebbero giustificato i suoi crimini incolpando gli alimenti zuccherati di cui si nutriva in quanto avrebbero destabilizzato il suo umore portandolo a uccidere Milk e Moscone. Al termine del processo, che si concluse con la vittoria a favore della difesa, l'accusato dovette scontare meno di otto anni di carcere anziché venire condannato alla pena di morte. White si toglierà la vita un anno dopo la sua scarcerazione, il 21 ottobre 1985.

### Conseguenze
In un articolo apparso sul San Francisco Chronicle il giorno dopo il verdetto, l'editorialista Herb Caen accusò le forze dell'ordine locali di aver preso le parti di White in quanto egli stesso era stato in passato un poliziotto e a causa della presunta "antipatia" che loro provavano per gli omosessuali. Il medesimo trafiletto menziona una "delirante difesa Twinkie". Nel frattempo altri giornali riportavano le affermazioni fatte nel corso del processo dai difensori di White in modo impreciso o errato; qualche testata asserì che il cibo spazzatura avrebbe causato la depressione di White anziché essere una diretta conseguenza della stessa.
La sentenza a sostegno di White fu letta come omofoba e faziosa e degenerò, il 21 maggio 1979, nelle sommosse violente della comunità gay di San Francisco conosciute come White Night Riots.
A confermare la diffusione del termine Twinkie defense, nel corso di un dibattito, un parlamentare si mise a sventolare un Twinkie in segno di protesta.
Il satirico Paul Krassner, che ironizzò sulla vicenda, dichiarò di aver coniato il termine Twinkie Defense.
Come risultato della cattiva pubblicità di vicende come il caso White, il termine diminished capacity (lett. "capacità ridotta") fu abolito nel 1982 dalla Proposition 8 e dalla Legislatura statale della California e sostituito con il termine diminished actuality (lett. "attualità diminuita"), che fa riferimento non alla capacità di un imputato di avere un intento specifico, ma al fatto che egli potrebbe non avere i requisiti per compiere un dato crimine. Inoltre, le definizioni statutarie della California in tema di premeditazione e dolo richieste per l'omicidio vennero eliminate dalla legislatura statale e si è assistette al ritorno alle definizioni del common law.